# كوليت يوربان
كوليت يوربان هي فنانة كندية، ولدت في 29 يناير 1952، وتوفيت في 16 يونيو 2013.